# Cosmosoma melathoracia
Cosmosoma melathoracia là một loài bướm đêm thuộc phân họ Arctiinae, họ Erebidae.